# Luis Rodas (futebolista)
Luis René Rodas Medina (3 de janeiro de 1985) é um futebolista profissional hondurenho que atua como atacante.

## Carreira
Luis Rodas fez parte do elenco da Seleção Hondurenha de Futebol nas Olimpíadas de 2008.